# La Guerre de Cuba et l'Explosion du Maine à La Havane
La Guerre de Cuba et l'Explosion du Maine à La Havane je francouzský němý film z roku 1898. Režisérem je Georges Méliès (1861–1938). Film trvá jen několik sekund a zachycuje pomocí modelu rekonstrukci výbuchu bitevní lodi USS Maine v Havaně 15. února 1898.
Méliès již o rok dříve vytvořil první válečný film Combat naval en Grèce, kterým reagoval na řecko-tureckou válku. Španělsko-americké válce věnoval čtyři filmy. Dodnes není jisté, co za výbuchem křižníku stálo. Potopení lodi každopádně přispělo k vypuknutí války.